# Герб города Мариинский Посад
Герб Мариинского Посада Мариинско-Посадского муниципального округа Чувашской Республики Российской Федерации — опознавательно-правовой знак, составленный и употребляемый в соответствии с Вексиллологическими правилами, служащий официальным символом, муниципального образования, единства его территории, населения, прав и самоуправления  Флаг Мариинского Посада#cite note-Гербовед-2.

## История

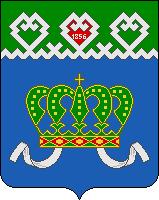
Эмблема города, 1991 год

В начале 90-х годов XX века существовала геральдическая эмблема Мариинского Посада на сувенирных значках, которая представляла собой: в лазоревом щите зелено-лазоревая корону с червленым поясом и серебряными лентами. В зеленой главе щита чувашский орнамент в виде трех серебряных фигурок, в средней — на червленом поле цифры — 1856.

Герб города, 1999 год

29 мая 2009 года решением собрания депутатов города Мариинский Посад № С-15/4 был утверждён муниципальный герб города и Положение о гербе. 14 декабря 2000 года главным герольдмейстером России Г. В. Вилинбаховым было подписано свидетельство о том, что герб на основании решения Геральдического совета при Президенте Российской Федерации внесён в Государственный геральдический регистр Российской Федерации за № 577 Автор герба города — геральдический художник Вадим Анатольевич Шипунов (г. Мариинский Посад).

## Обоснование символики
«В  в лазури (синем, голубом поле) золотая, украшенная золотыми и в цвет поля самоцветами, с золотыми лентами малая Императорская корона (венец Императрицы) над двумя золотыми, с зелеными вершинами, горами, стоящими одна позади другой на зеленой земле; вписанная оконечность в цвет поля. Девиз «НЕОБИЖЕННО ЖИТЬ» выполнен золотыми литерами на лазоревой, подложенной золотом ленте».

## Описание
В голубом поле золотая малая Императорская корона (корона Императрицы), которая витает над золотой Государевой горой с двумя изумрудными вершинами, расположенной на правом живописном берегу Волги с крутыми склонами и холмами. Город Мариинский Посад назван в честь Императрицы Марии Александровны — супруги Александра II в 1856 году. Таким образом, в гербе города Мариинского Посада отражено его название и месторасположение. Герб с короной сопровождает девиз: «НЕОБИЖЕННО ЖИТЬ» — мечта народов всех времён.